# Ярославский филиал Физико-технологического института РАН
Ярославский филиал Физико-технологического института РАН (ЯФ ФТИАН). Главная цель — проведение фундаментальных и прикладных исследований в области элементной и технологической базы микро- и наноэлектроники и микросистемной техники.
Общая численность сотрудников — 105 человек: научных сотрудников 43, в том числе 7 докторов наук, 21 кандидат наук. Средний возраст сотрудников — 45 лет.
Директор филиала — доктор физико-математических наук О. С. Трушин.

## История
В 1984 году в Ярославле был создан Институт микроэлектроники АН СССР (ИМ АН СССР), директор-организатор — академик К. А. Валиев. Было выделено здание на улице Красноборской, дом 3 (ныне корпус Б). В 1989 году построено второе здание на улице Университетской, дом 21 (ныне корпус А).
В 1999 году ИМ РАН был преобразован в Институт микроэлектроники и информатики (ИМИ РАН), а в 2006 году учреждение стало филиалом Физико-технологического института РАН.
С 1984 года в институте подготовлено 30 кандидатов и 9 докторов наук. Сотрудники опубликовали более 600 работ, из них около 300 статей в рецензируемых изданиях, получено 25 патентов.

## Лаборатории
- Лаборатория диагностики микро- и наноструктур (заведующий — А. Б. Чурилов)[1]
- Лаборатория наноэлектроники и спинтроники (заведующий — А. С. Рудый)[1]
- Лаборатория технологии микро- и наносистемной техники (заведующий — И. И. Амиров)[1]
- Лаборатория исследования формирования многослойных структур (заведующий — О. С. Трушин)[1]
- Лаборатория физики и технологии наноструктур (заведующий — В. М. Мордвинцев)[1]